# فرهنگسرای نوجوان
فرهنگسرای نوجوان یکی از فرهنگسراهای فعال در شهر تهران است.

## پیشینه و برنامه‌ها
فرهنگسرای نوجوان در سال ۱۳۸۰ در بوستان لواسانی واقع در منطقهٔ ۱۸ شهر تهران احداث و تجهیز شد و بر اساس سیاست‌های سازمان فرهنگی هنری شهرداری تهران با هویت نوجوان فعالیت‌های خود را آغاز کرد.این مجموعه فرهنگی فعالیت‌های هویتی خود را در سطح شهر تهران و فعالیت‌های ویژه را در جنوب غرب تهران و منطقه ۱۸ با مشارکت هزاران نوجوان تهرانی ارائه داده است که از جمله برنامه‌های زیر را اجرا نموده است: 

جشن ملی هفته نوجوان، جشن نوجوانان منتظر، جشنواره آب، نوجوان، زندگی، نهضت فرهنگی تابستان ۸۱ و ۸۲، جشنواره نوجوان و دفاع مقدس، جشنواره قرآنی و سرود، جشنواره نمایشی، همایش‌های زیست‌محیطی و مذهبی، محافل ادبی، احیاء با نوجوانان، جشنواره هنرهای تجسمی و صدها برنامه فرهنگی هنری دیگر. 
خانه نوجوان از دیگر بخش‌های فرهنگسرای نوجوان است که به صورت نمایندگی در سطح مراکز تهران (مساجد، فرهنگسراها و پایگاه‌های بسیج و...) با نوجوانان مرتبط هستند و در راستای سیاست‌های سازمان و فرهنگسراها فعالیت می‌کند. فرهنگسرای نوجوان با بیش از یک هزار نوجوان که عضو ثابت و بیش از نه هزار نوجوان عضو افتخاری سعی در جذب گسترده نوجوانان تهران را دارد که ایجاد یک حرکت پرنشاط گروهی توجه به مسائل واقعی نوجوانان، رشد و پرورش استعدادهای درخشان و سوق‌دادن نوجوانان به سوی مسائل حقیقی و ارزشمند از اندیشه‌ها و اهداف فرهنگسرای نوجوان است.
این فرهنگسرا هم‌اکنون در منطقه ۱۱ شهرداری تهران و در پارک رازی قرار دارد

## امکانات و فضاها
- مساحت ۲۰۰۰ متر مربع در دو طبقه (چهار هزار متر مربع)
- تعداد ۱۰ کلاس آموزشی
- تعداد ۳۰ رشته آموزشی
- سینمای خانه دوست(با ظرفیت ۱۳۰ نفر)، نمایش فیلم، تولید فیلم کوتاه، نقد و بررسی فیلم
- سالن ورزشی (۷۰ متر مربع) کاراته، ژیمناستیک، بدن‌سازی
- کتابخانه (۳۰۰ مترمربع) با ظرفیت ۱۲۰۰۰ جلد کتاب با موضوع‌های مختلف
- واحد مدیریت
- واحد اجرایی
- واحد روابط عمومی
- واحد هنری
- واحد آموزش
- واحد قرآنی
- واحد سایبان‌ها